# Suzuki Kizashi
Suzuki Kizashi – samochód osobowy klasy średniej produkowany przez japoński koncern Suzuki w latach 2009–2014.

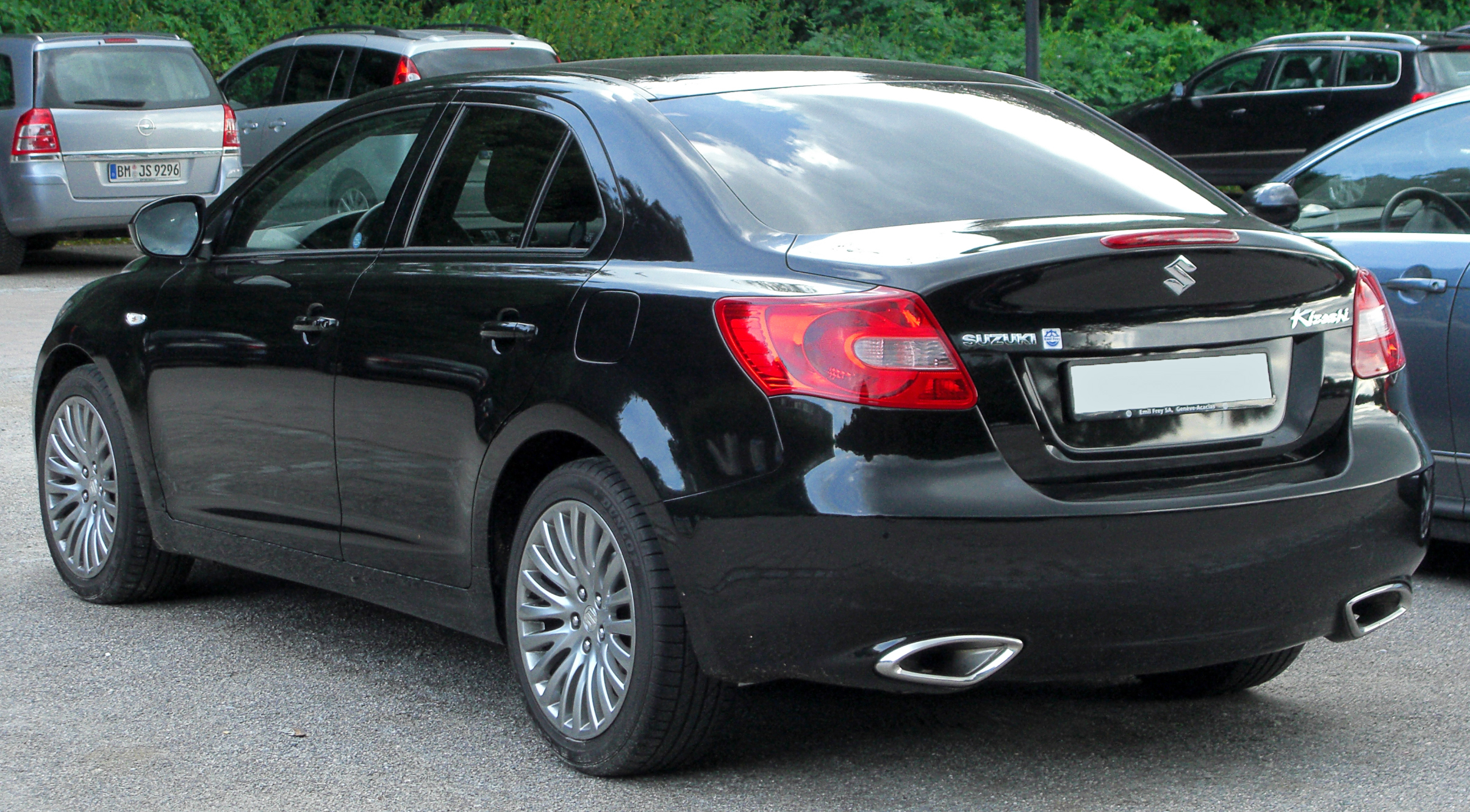
Tył Suzuki Kizashi

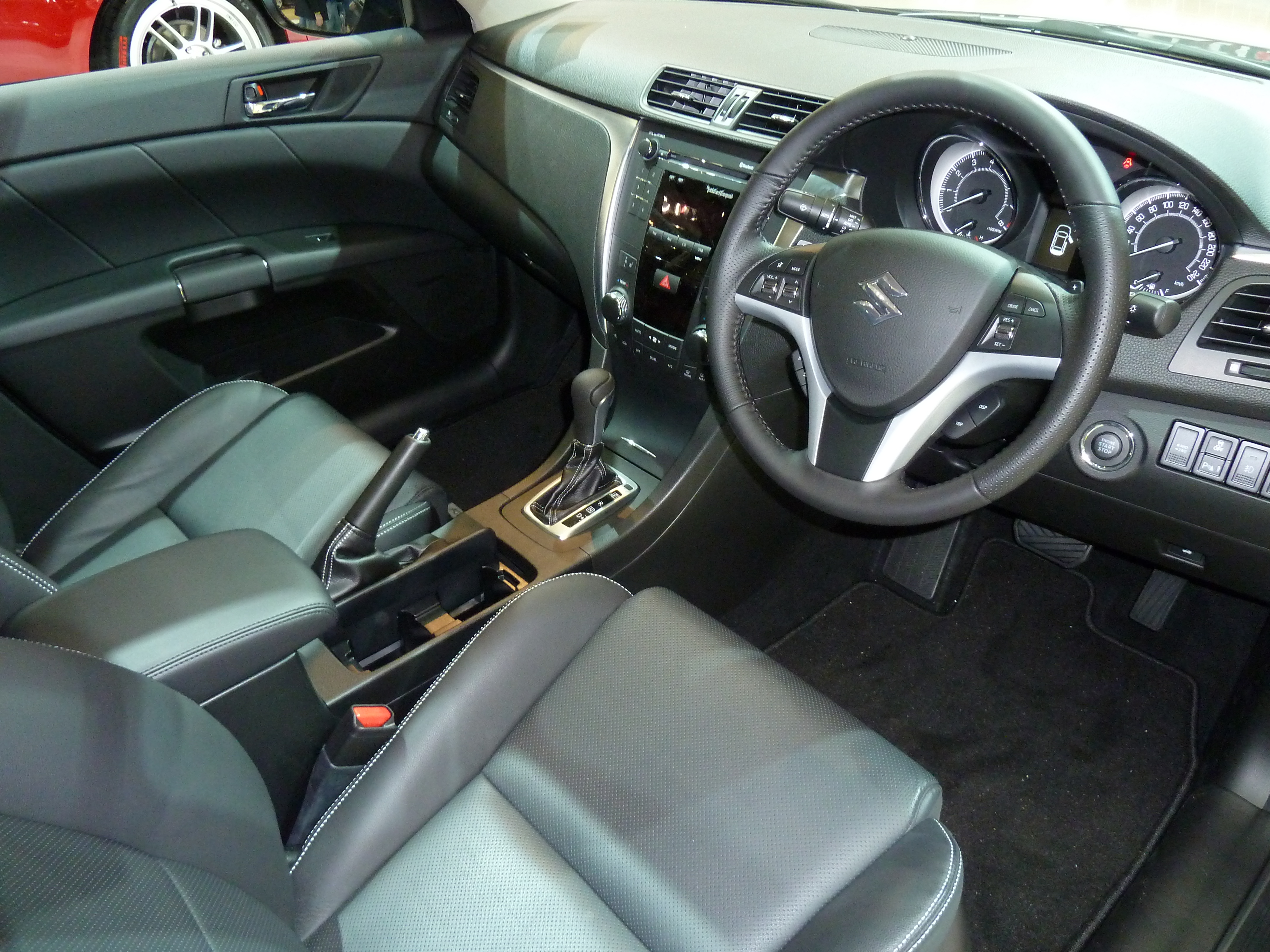
Wnętrze

Samochód swoją stylistyką nawiązuje do konceptu o nazwie Kizashi zaprezentowanego w 2007 roku podczas targów motoryzacyjnych we Frankfurcie nad Menem oraz Kizashi 2 zaprezentowanego podczas targów w Tokio w tym samym roku. Rok później podczas targów motoryzacyjnych w Nowym Jorku zaprezentowano koncept Kizashi 3. W 2010 roku podczas targów motoryzacyjnych w Genewie zaprezentowano europejską wersję pojazdu. 
W Polsce samochód zadebiutował w 2010 roku, i oferowany był dwóch wersjach. Ceny zaczynały się od 114 900 zł.
Pod koniec 2012 roku pojazd został wycofany z rynku amerykańskiego, natomiast pod koniec 2014 roku ogłoszono o zaprzestaniu produkcji modelu

## Silniki
- Typ: J24B z VVT
- Pojemność skokowa: 2393 cm3
- Liczba cylindrów: 4
- Liczba zaworów: 16
- Moc maksymalna:

MANUAL: 185 KM (131 kW) przy 6500 obr./min.
CVT: 178 KM (131 kW) przy 6000 obr./min.
- Maksymalny moment obrotowy: 230 Nm przy 4000 obr./min.
- Średnica x skok: 92 mm x 90 mm
- Stopień sprężania: 10
- Zasilanie: wtrysk wielopunktowy
- Prędkość maksymalna (przyśpieszenie od 0 do 100 km/h):
  - MANUAL: 215 km/h (7,8 s)
  - CVT: 205 km/h (8,8 s)
- Norma emisji spalin: Euro 5

## Wersje wyposażenia
- Sport[6]

Standardowe wyposażenie pojazdu obejmuje m.in. wielofunkcyjną skórzaną sportową kierownicę, elektryczne sterowanie szyb, elektryczne sterowanie lusterek, przednie fotele wyposażone w elektryczną regulację z pompowaniem odcinka lędźwiowego, podgrzewaniem, pamięcią ustawień i skórzaną tapicerką, dwustrefową automatyczną klimatyzację, trzystopniowy system ogrzewania foteli, elektrycznie otwierany szyberdach, ABS z EBD, ESP, system wspomagający hamowanie BAS, system dynamicznej kontroli jazdy SVDC, system wspomagający ruszanie pod górę (Hill Hold Control),  reflektory ksenonowe (HID) z funkcją automatycznego uruchamiania po zmroku oraz spryskiwaczami, światła przeciwmgłowe, 7 poduszek powietrznych, 425-watowy system audio z 8 głośnikami oraz subwooferem z CD/MP3 marki Rockford Fosgate, wejściem typu USB oraz Bluetooth, tylny spojler, czujnik deszczu, czujniki parkowania, gniazdo 12V, wyłącznik dezaktywacji poduszki powietrznej pasażera, poduszkę powietrzną chroniącą kolana kierowcy, lusterka fotochromatyczne, 18-calowe alufelgi oraz przyciemniane szyby. Opcjonalnie samochód wyposażyć można w napęd AWD z bezstopniową przekładnią CVT z 6 stopniowym trybem manualnym umieszczonym w łopatkach przy kierownicy.